# Целюрик, Алексей Лукич
Алексей Лукич Целюрик, другой вариант имени — Дмитрий (укр. Олексій Лукич Цирюлик; 30 марта 1925, Хорольский район — 1 октября 2001) — комбайнёр Хорольской машинно-тракторной станции Полтавской области, Украинская ССР. Герой Социалистического Труда (1958).

## Биография
Родился 30 марта 1925 года на хуторе Красный Кут в крестьянской семье. Окончил семилетку в селе Енакиево. Во время оккупации был вывезен на принудительные работы в Германию, где работал на шахте. С 1945 года служил в Красной Армии.
После демобилизации в 1948 году возвратился на Украину. Работал ветеринарным фельдшером в колхозе «Путь коммунизма» Хорольского района. Окончив в 1953 году курсы комбайнёров в Хорольском СПТУ № 5, трудился на Хорольской МТС. В 1958 году удостоен звания Героя Социалистического Труда «за особые заслуги в развитии сельского хозяйства, достижение высоких показателей по производству зерна, сахарной свеклы, мяса, молока и других продуктов сельского хозяйства и внедрение в производство достижений науки и передового опыта».
Участвовал во Всесоюзной выставке ВДГХ, где получил золотую медаль. Окончил Хорольский техникум механизации сельского хозяйства (1960). Преподавал в Хорольском СПТУ № 5 (1960—1969). С 1969 года — инженер районного объединения «Сельхозтехника» и с 1973 года — инженер-контролёр Хорольской передвижной механизированной колонны № 3 и позднее до 1983 года — инженер по ремонту и охране труда на Хорольском ремонтно-транспортном предприятии.
В 1985 году вышел на пенсию. Проживал в городе Хорол, где скончался в 2001 году.

## Награды
- Герой Социалистического Труда — указом Президиума Верховного Совета СССР от 26 февраля 1958 года
- Орден Ленина
- Золотая медаль ВДНХ